# Falsatimura grisescens
Falsatimura grisescens là một loài bọ cánh cứng trong họ Cerambycidae.